# 884-й истребительно-противотанковый артиллерийский полк Волховского фронта
884-й истребительно-противотанковый артиллерийский Таллинский полк, он же 884-й лёгкий артиллерийский полк, он же 884-й артиллерийский полк противотанковой обороны,он же 884-й истребительно-противотанковый полк РГК  — воинская часть Вооружённых сил СССР во время Великой Отечественной войны.

## История
Формировался в июле 1941 года. точная дата формировки 10 июля 1941 года
В составе действующей армии с 25 августа 1941 по 21 января 1945 года и с 7 февраля 1945 по 9 мая 1945 года.
В августе 1941 года прибыл на реку Волхов в район Грузино. С началом Тихвинской оборонительной операции с 16 октября 1941 года отступает по направлению к Малой Вишере, с ноября 1941 в ходе Тихвинской наступательной операции наступает обратно к Волхову. Принимает участие в Любанской операции, по-видимому вводился в прорыв у Мясного Бора, но позднее был выведен из него. В мае 1942 года восстанавливался и пополнялся, после чего был передан в 8-ю армию и участвовал в Синявинской операции августа-сентября 1942 года.
С весны 1943 года принимает участие в боях у Синявино, в августе 1943 года - в Мгинской операции. В ходе Ленинградско-Новгородской операции прошёл с боями от Мги до Пскова. В апреле 1944 года переброшен на Аувереский плацдарм на реке Нарва, отражает массированные атаки танковых частей противника, в том числе 502-го батальона «Тигров». Летом 1944 года участвует в Нарвской операции и  Таллинской операции, отличился при освобождении Таллина. До января 1945 года находится в Эстонии, в начале февраля 1945 года переброшен в Польшу, в район Хойнице, откуда наступал на Данциг. В ходе Берлинской операции с апреля 1945 года  форсирует устье Одера, наступает по побережью Балтийского моря на Свинемюнде, где и заканчивает войну.

## Подчинение
| Дата            | Фронт (округ)                                              | Армия                | Корпус | Дивизия | Бригада | Примечания |
| --------------- | ---------------------------------------------------------- | -------------------- | ------ | ------- | ------- | ---------- |
| 01.08.1941 года | Московский военный округ                                   | -                    | -      | -       | -       | -          |
| 01.09.1941 года | -                                                          | 52-я отдельная армия | -      | -       | -       | -          |
| 01.10.1941 года | -                                                          | 52-я отдельная армия | -      | -       | -       | -          |
| 01.11.1941 года | -                                                          | 52-я отдельная армия | -      | -       | -       | -          |
| 01.12.1941 года | -                                                          | 52-я отдельная армия | -      | -       | -       | -          |
| 01.01.1942 года | Волховский фронт                                           | 52-я армия           | -      | -       | -       | -          |
| 01.02.1942 года | Волховский фронт                                           | 2-я ударная армия    | -      | -       | -       | -          |
| 01.03.1942 года | Волховский фронт                                           | 2-я ударная армия    | -      | -       | -       | -          |
| 01.04.1942 года | Волховский фронт                                           | 52-я армия           | -      | -       | -       | -          |
| 01.05.1942 года | Ленинградский фронт (Группа войск Волховского направления) | -                    | -      | -       | -       | -          |
| 01.06.1942 года | Ленинградский фронт (Волховская группа войск)              | 8-я армия            | -      | -       | -       | -          |
| 01.07.1942 года | Волховский фронт                                           | 8-я армия            | -      | -       | -       | -          |
| 01.08.1942 года | Волховский фронт                                           | 8-я армия            | -      | -       | -       | -          |
| 01.09.1942 года | Волховский фронт                                           | 8-я армия            | -      | -       | -       | -          |
| 01.10.1942 года | Волховский фронт                                           | 8-я армия            | -      | -       | -       | -          |
| 01.11.1942 года | Волховский фронт                                           | 8-я армия            | -      | -       | -       | -          |
| 01.12.1942 года | Волховский фронт                                           | 8-я армия            | -      | -       | -       | -          |
| 01.01.1943 года | Волховский фронт                                           | 8-я армия            | -      | -       | -       | -          |
| 01.02.1943 года | Волховский фронт                                           | 8-я армия            | -      | -       | -       | -          |
| 01.03.1943 года | Волховский фронт                                           | 8-я армия            | -      | -       | -       | -          |
| 01.04.1943 года | Волховский фронт                                           | 2-я ударная армия    | -      | -       | -       | -          |
| 01.05.1943 года | Ленинградский фронт                                        | 2-я ударная армия    | -      | -       | -       | -          |
| 01.06.1943 года | Ленинградский фронт                                        | 2-я ударная армия    | -      | -       | -       | -          |
| 01.07.1943 года | Ленинградский фронт                                        | 2-я ударная армия    | -      | -       | -       | -          |
| 01.08.1943 года | Ленинградский фронт                                        | 67-я армия           | -      | -       | -       | -          |
| 01.09.1943 года | Ленинградский фронт                                        | 67-я армия           | -      | -       | -       | -          |
| 01.10.1943 года | Ленинградский фронт                                        | 67-я армия           | -      | -       | -       | -          |
| 01.11.1943 года | Ленинградский фронт                                        | 67-я армия           | -      | -       | -       | -          |
| 01.12.1943 года | Ленинградский фронт                                        | 67-я армия           | -      | -       | -       | -          |
| 01.01.1944 года | Ленинградский фронт                                        | 67-я армия           | -      | -       | -       | -          |
| 01.02.1944 года | Ленинградский фронт                                        | 67-я армия           | -      | -       | -       | -          |
| 01.03.1944 года | Ленинградский фронт                                        | 67-я армия           | -      | -       | -       | -          |
| 01.04.1944 года | Ленинградский фронт                                        | 67-я армия           | -      | -       | -       | -          |
| 01.05.1944 года | Ленинградский фронт                                        | 8-я армия            | -      | -       | -       | -          |
| 01.06.1944 года | Ленинградский фронт                                        | 8-я армия            | -      | -       | -       | -          |
| 01.07.1944 года | Ленинградский фронт                                        | 8-я армия            | -      | -       | -       | -          |
| 01.08.1944 года | Ленинградский фронт                                        | 8-я армия            | -      | -       | -       | -          |
| 01.09.1944 года | Ленинградский фронт                                        | 2-я ударная армия    | -      | -       | -       | -          |
| 01.10.1944 года | Ленинградский фронт                                        | -                    | -      | -       | -       | -          |
| 01.11.1944 года | Ленинградский фронт                                        | -                    | -      | -       | -       | -          |
| 01.12.1944 года | Ленинградский фронт                                        | 8-я армия            | -      | -       | -       | -          |
| 01.01.1945 года | Ленинградский фронт                                        | 8-я армия            | -      | -       | -       | -          |
| 01.02.1945 года | Резерв Ставки ВГК                                          | -                    | -      | -       | -       | -          |
| 01.03.1945 года | 2-й Белорусский фронт                                      | 19-я армия           | -      | -       | -       | -          |
| 01.04.1945 года | 2-й Белорусский фронт                                      | 19-я армия           | -      | -       | -       | -          |
| 01.05.1945 года | 2-й Белорусский фронт                                      | 19-я армия           | -      | -       | -       | -          |

## Командование
- майор Евсеев Василий Яковлевич (погиб 25.03 1942 в районе Мясного Бора);
- подполковник Козак Владимир Петрович;
- майор Ткаченко Андрей Николаевич.

майор Малков Владимир Иванович - начальник штаба

## Награды и наименования
Орденов Кутузова и Суворова
| Награда      | Дата       | За что получена                  |
| ------------ | ---------- | -------------------------------- |
| «Таллинский» | 22.09.1944 | отличие при освобождении Таллина |